# Callan Rydz
Callan Rydz (Newcastle, 3 juli 1998) is een Engelse darter die uitkomt voor de PDC. Hij is een neef van darter Chris Dobey.

## Carrière
Rydz haalde de kwartfinales van het Wereld Jeugd Kampioenschap in 2019, maar verloor van Adam Gawlas (2-6). Op 26 februari 2021 behaalde Rydz zijn eerste PDC-titel. Hij versloeg in de finale van Players Championship 2 in Bolton, onderdeel van de zogenaamde Super Series, Jonny Clayton met 8-7.
Door Romeo Grbavac, Martin Schindler, Dimitri Van den Bergh en Robert Owen te verslaan op het PDC World Darts Championship 2025, bereikte Rydz voor de tweede keer in zijn carrière de kwartfinale van het WK, waarin Michael van Gerwen met 5-3 zorgde voor zijn uitschakeling. Rydz noteerde tijdens het toernooi gemiddelden van onder meer 107,06, 105,31 en 103,88.

## Resultaten Wereldkampioenschappen

### PDC
- 2020: Laatste 64 (verloren van Danny Noppert met 2-3)
- 2021: Laatste 64 (verloren van James Wade met 0-3)
- 2022: Kwartfinale (verloren van Peter Wright met 4-5)
- 2023: Laatste 64 (verloren van Josh Rock met 0-3)
- 2024: Laatste 64 (verloren van Ricardo Pietreczko met 2-3)
- 2025: Kwartfinale (verloren van Michael van Gerwen met 3-5)

### PDC World Youth Championship
- 2016: Laatste 64 (verloren van Dimitri van den Bergh met 5-6)
- 2018: Halve finale (verloren van Martin Schindler met 3-6)
- 2019: Kwartfinale (verloren van Adam Gawlas met 2-6)
- 2020: Laatste 16 (verloren van Ryan Meikle met 5-6)
- 2021: Laatste 16 (verloren van Adam Gawlas met 4-5)
- 2022: Halve finale (verloren van Nathan Girvan met 2-6)

## Resultaten op de World Matchplay
- 2021: Kwartfinale (verloren van Krzysztof Ratajski met 8-16)
- 2022: Laatste 32 (verloren van Dimitri Van den Bergh met 2-10)